# SCM Craiova (handball)
Ne pas confondre avec le club de handball masculin du Universitatea Craiova
Dernière mise à jour : août 2016.
Le SCM Craiova (Sport Club Municipal Craiova en roumain) est un club roumain de handball féminin basé à Craiova.

## Palmarès

### Compétitions européennes
- Vainqueur de la Coupe EHF (1) :  2018

### Compétitions nationales
- Finaliste de la Coupe de Roumanie (1) : 2017
- Finaliste de la Supercoupe de Roumanie (1) : 2017

## Effectif 2016-2017
| Gardiennes de but - 01 Mirela Nichita-Paşca - 12 / Florentina Grecu-Stanciu - 16 Yuliya Dumanska Ailières - 06 Carmen Selaru-Ilie - 09 Andra Ţălu - 14 Željka Nikolić - 15 Valentina Neli Ardean Elisei Pivots - 08 Laurisa Landre - 23 Iaroslava Burlachenko | Arrières gauches - 02 Andreea Radoi-Ianași - 17 Alexandra Andrei Gogorita - 89 Cristina Zamfir Demi-centres - 11 Ana Maria Ticu-Apipie - 18 Daniela Babeanu Arrières droites - 05 Jelena Trifunović - 75 Yuliya Zaremba |

## Joueuses historiques
- Ionica Munteanu (2012-2015)
- Jelena Živković (2015-2016)